# Lycodapus dermatinus
Lycodapus dermatinus är en fiskart som beskrevs av Gilbert, 1896. Lycodapus dermatinus ingår i släktet Lycodapus och familjen tånglakefiskar. Inga underarter finns listade i Catalogue of Life.